# Cimarron (phim)
Cimarron là một phim trắng đen, do hãng RKO Pictures sản xuất năm 1931, do Wesley Ruggles đạo diễn, dựa trên tiểu thuyết Cimarron của Edna Ferber.

## Nền tảng
Mặc dù thời đó Hoa Kỳ đang trong tình trạng suy thoái lớn về kinh tế, hãng RKO Pictures vẫn đầu tư hơn 1,5 triệu dollars cho phim này. Phim được giao cho Wesley Ruggles đạo diễn với các ngôi sao Richard Dix và Irene Dunne, dựa trên kịch bản do Howard Estabrook chuyển thể từ tiểu thuyết cùng tên của Edna Ferber.
Việc quay phim bắt đầu từ mùa hè năm 1930 tại trại chăn nuôi Jasmin Quinn Ranch ở bên ngoài Los Angeles, California. Phim có các cảnh đổ xô đi tìm đất (land run,land rush) gợi nhớ tới các cảnh hoành tráng của phim Intolerance trước đó 15 năm. Đoàn làm phim gồm 28 nhà quay phim, nhiều phụ tá quay phim cùng các người chụp hình để nắm bắt các cảnh các toa xe lửa chạy qua các đồi cỏ và các đồng cỏ. Trên 5.000 vai làm vì đã được sử dụng. Nhà quay phim Edward Cronjager đã tốn rất nhiều thời gian để sắp xếp mỗi cảnh sao cho phù hợp với các mô tả của Edna Ferber.

## Cốt truyện
Dù luật sư kiêm chủ báo Yancey Cravat không cắm được lá cờ trên mảnh đất trong cuộc đổ xô đi chiếm đất ở Oklahoma năm 1889 (Oklahoma Land Rush), bà vợ hăm hở Sabra đi theo chồng tới thành phố Osage ở miền tây hoang dã mới, cùng với cậu con trai tí hon Cim và 1 người đi tàu lậu. Yancey trở thành linh hồn và trụ cột của thành phố, bảo vệ người bán hàng rong yếu đuối Sol Levy chống lại các tên du côn như Lon Yountis, kẻ đã giết viên chủ báo đầu tiên của thành phố Osage. Yancey vừa là luật sư, chủ báo và nhà thuyết giáo thúc đẩy sự tiến bộ, đặc biệt bảo vệ các quyền của người da đỏ. Nhưng ông ta cũng có tính thích đi đây đó và thường bỏ nhà ra đi hàng năm để tìm vận may trong chiến tranh và các cuộc đổ xô đi tìm vàng. Bà vợ Sabra ít được khai sáng nhưng quả quyết đã trông nom tờ báo của Yancey khi chồng đi vắng, cho tới khi Osage trở thành thủ phủ của vùng trong thế kỷ thứ 20.

## Thua lỗ kinh tế
Phim ra mắt lần đầu tại thành phố New York ngày 26.1.1931, rất được ca ngợi, sau đó có suất chiếu đầu tiên ở Los Angeles ngày 6.2.1931. Ba ngày sau phim được công chiếu trong các rạp chiếu phim khắp nước. Mặc dù thành công về mặt bình luận, nhưng ngân sách chi quá cao cộng thêm cuộc suy thoái kinh tế đang diễn tiến, hãng RKO Pictures không thể thu hồi được vốn liếng đã bỏ ra cho phim này.

## Các giải thưởng
Các giải Oscar (1931)
- Giải Oscar cho phim hay nhất
- Giải Oscar cho chỉ đạo nghệ thuật xuất sắc nhất - Max Ree
- Giải Oscar cho kịch bản chuyển thể hay nhất - Howard Estabrook

Một giải đặc biệt cho hóa trang cũng được trao cho Ern Westmore về các đóng góp của ông ta trong phim.
Các đề cử cho giải Oscar (1931)
- Giải Oscar cho nam diễn viên chính xuất sắc nhất - Richard Dix
- Giải Oscar cho nữ diễn viên chính xuất sắc nhất - Irene Dunne
- Giải Oscar cho quay phim xuất sắc nhất - Edward Cronjager
- Giải Oscar cho đạo diễn xuất sắc nhất - Wesley Ruggles[2]

## Các vai diễn
- Richard Dix vai Yancey Cravat
- Irene Dunne vai Sabra Cravat
- Estelle Taylor vai Dixie Lee
- Roscoe Ates vai Jesse Rickey
- William Collier Jr. vai The Kid
- Nance O'Neil vai Felice Venable
- George E. Stone vai Sol Levy